# 布拉沃斯
布拉沃斯，是西班牙卡斯蒂利亚-莱昂阿维拉省的一个市镇。 总面积18km2, 总人口68人（2001年），人口密度4人/km2。